# Sel (Norvège)
Pour les articles homonymes, voir Sel.
Sel est une commune norvégienne située dans le comté d'Innlandet. Son siège administratif est Otta.

## Géographie
La commune s'étend sur 905,05 km2 dans le nord-ouest du comté. Une partie de son territoire est occupée par le parc national de Rondane.